# Märit Lindberg-Freund
Märit Susanna Lindberg-Freund, född Lindberg 20 september 1934 i Stockholm, är en svensk keramiker.
Hon är dotter till Harald Lindberg och Märta Raap. Lindberg-Freund studerade vid Konstfackskolan i Stockholm 1952–1956, därefter öppnar hon egen keramikverkstad i Stockholm som hon driver fram till 1970 för att då flytta över sin verksamhet till Västerås 1970–2000 innan hon flyttade den till Norrtälje. Hon har ställt ut med Västerås konstnärsförening, Roslagens konstnärsgille och på Norrtälje konsthall. Bland hennes offentliga arbeten märks utsmyckningar för Sessionssalen i Västmanlands läns landsting, (en del av det flyttad till Västmanlands sjukhus Västerås), Polishuset i Norrtälje, Nybyggeskolan i Västerås samt väggdekorationer i bränd lera för Västerås stadsbibliotek, Norrlands Universitets Sjukhus (NUS) Årtidsväxlingar en relief i trä/keramik. Hon har tilldelats Västerås stads kulturpris ett flertal gånger. Hennes konst består av fria skulpturer, vitt stengods och bruksgods. Vid sidan av sitt eget skapande har hon varit verksam som lärare på Västerås Konstskola. Lindberg-Freund ingår i  det nationella projekt Konst där vi bor. Hon signerade sina föremål Märit eller MLF. Lindberg-Freund är representerad vid Nationalmuseum, Victoria and Albert Museum i London, Västerås Konstmuseum och Jönköpings läns museum.